# Підземний тунель № 3
37°54′59″ пн. ш. 126°41′56″ сх. д. / 37.9164° пн. ш. 126.699° сх. д.
Підземний тунель № 3 — один з чотирьох відомих тунелів, прокладених Північною Кореєю у бік Південної, розташований на південь від повіту Пхаджу провінції Канвондо.

## Місцезнаходження

Корейська демілітаризована зона

Особливістю третього тунелю є його найбільша близькість до столиці Республіки Корея — Сеулу. Недобудований тунель було виявлено за 44 кілометри від найбільшого міста країни у жовтні 1978 року, коли збройними силами Республіки Корея було зафіксовано підземний вибух. На той момент прохідники вже просунулися на 435 метрів під демілітаризовану зону. Військовим знадобилося чотири місяці, щоб точно визначити місцезнаходження тунелю і прорити контр-тунель.
Довжина незавершеного тунелю становила 1635 метрів, максимальна висота — 1,95 м, ширина — 2,1 м. Він проходить через корінні породи на глибині близько 73 м. Очевидно, тунель створювався Північною Кореєю для наступу безпосередньо до Сеулу. За оцінками фахівців, що вивчили споруду, він мав пропускну спроможність 30 000 людей з легким озброєнням за годину. Після виявлення підземного тунелю № 3 командування Організації Об'єднаних Націй звинуватило Північну Корею в тому, що своїми діями вона загрожує підриву Корейської угоди про перемир'я 1953 року, завдяки якій було завершено Корейську війну. Південна Корея розглядає дії КНДР у цьому питанні як суто агресивні.
Спочатку Північна Корея заперечувала факт будівництва тунелю, але згодом оголосила його частиною своєї системи вугільних шахт. Уряд пішов на цей крок, оскільки за час підривів під час будівництва стіни тунелю встигли почорніти. Але, з ознак залягання, можна стверджувати, що геологічної ймовірності перебування вугілля у цьому районі немає. Стіни тунелю, по якому в даний момент проводять туристичні екскурсії, гранітні, цей мінерал відноситься до магматичних гірських пород, тоді як вугілля є осадовою.
На даний момент виявлено всього чотири північнокорейські тунелі, але вважається, що їх число може сягати двадцяти. Війська Південної Кореї, як і раніше, виділяють спеціальні ресурси на пошук тунелів, створених для проникнення, хоча зараз, коли далекобійна артилерія та ракети КНДР стали більш ефективними, тунелі поступово почали втрачати своє значення.

## Туризм
Станом на 2021 рік підземний тунель № 3 є туристичним об'єктом, хоча досі перебуває під охороною військових через близькість до кордону.
Відвідувачі потрапляють всередину або довгим крутим спуском, який починається в холі з сувенірним магазином, або на трамваї на шинах. Залізниця до тунелю має лише одну колію, тому в трамваї є два відділення для машиніста: з лівого та правого боку відповідно. В одному ряду знаходяться по три м'які крісла, з можливістю розвороту на 360 °. Фотозйомка в тунелі заборонена. Під час проведення операції з перехоплення контролю за тунелем південнокорейські військові залатали підземний пролом трьома бетонними шарами, намагаючись провести роботи у суворості з демаркаційною лінією. Відвідувачі можуть побачити другий шар через маленьке вікно у третьому.

## Галерея

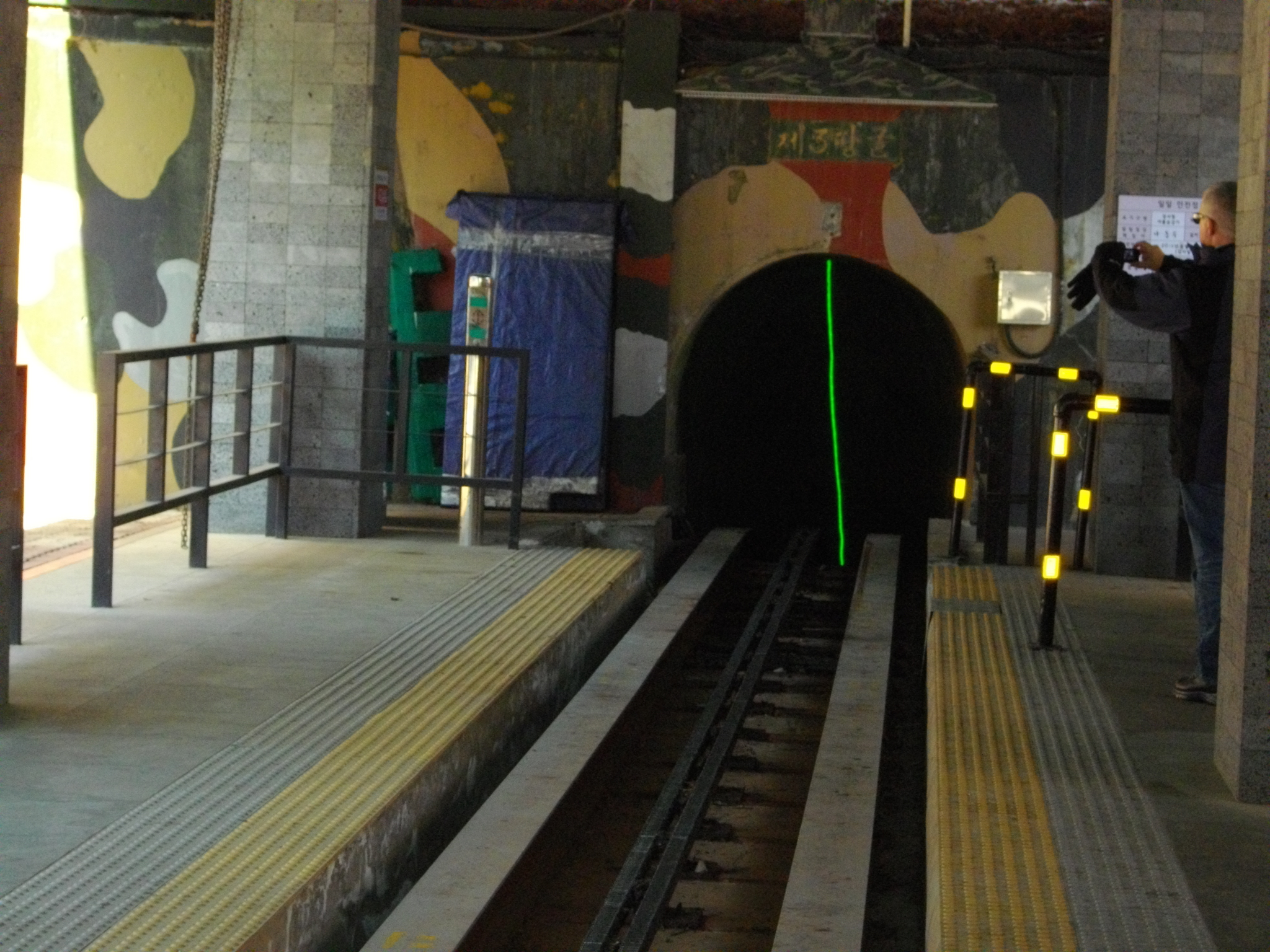
Спуск до тунелю
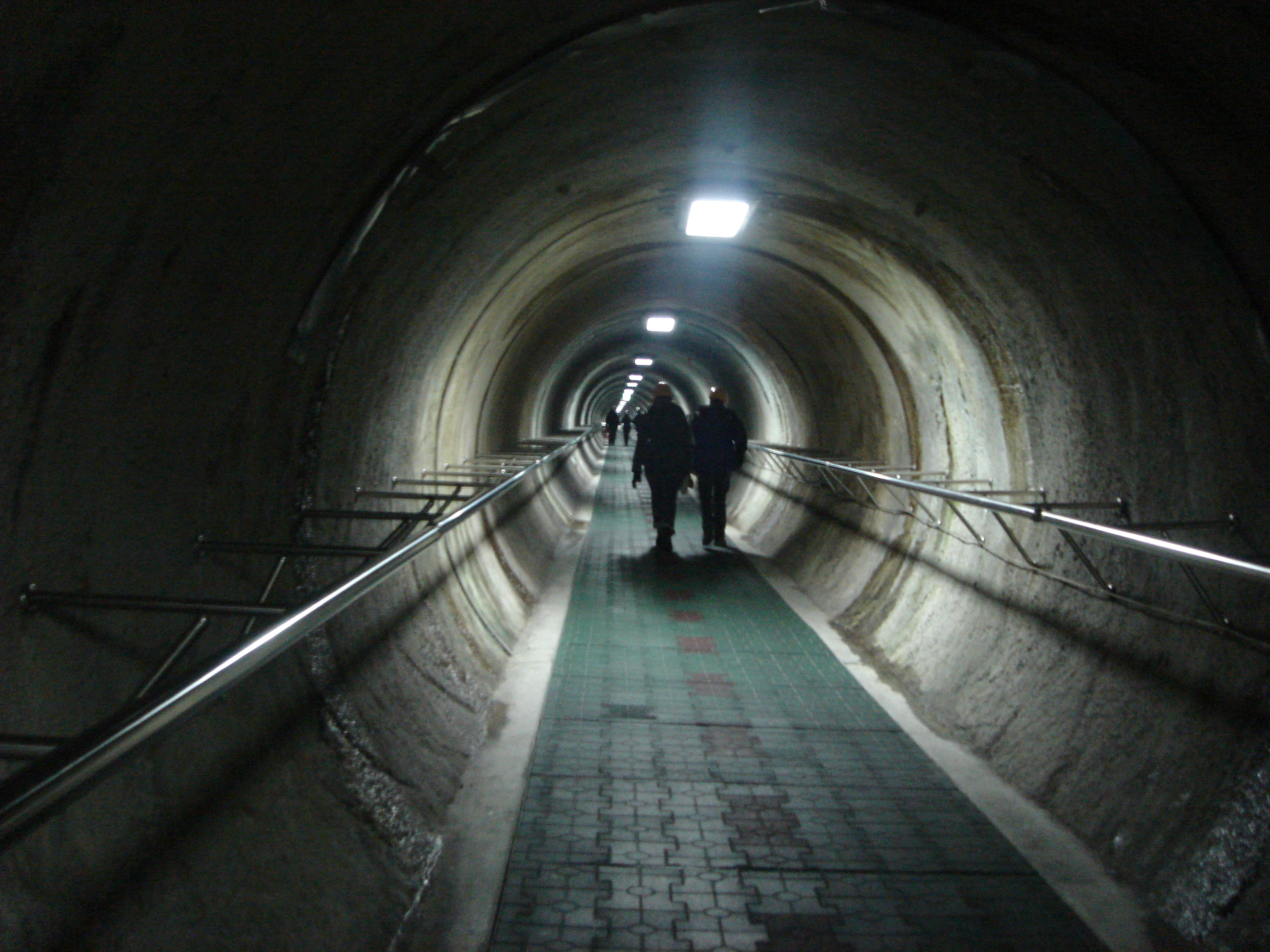
Панорама тунелю